# الخطف في نيجيريا

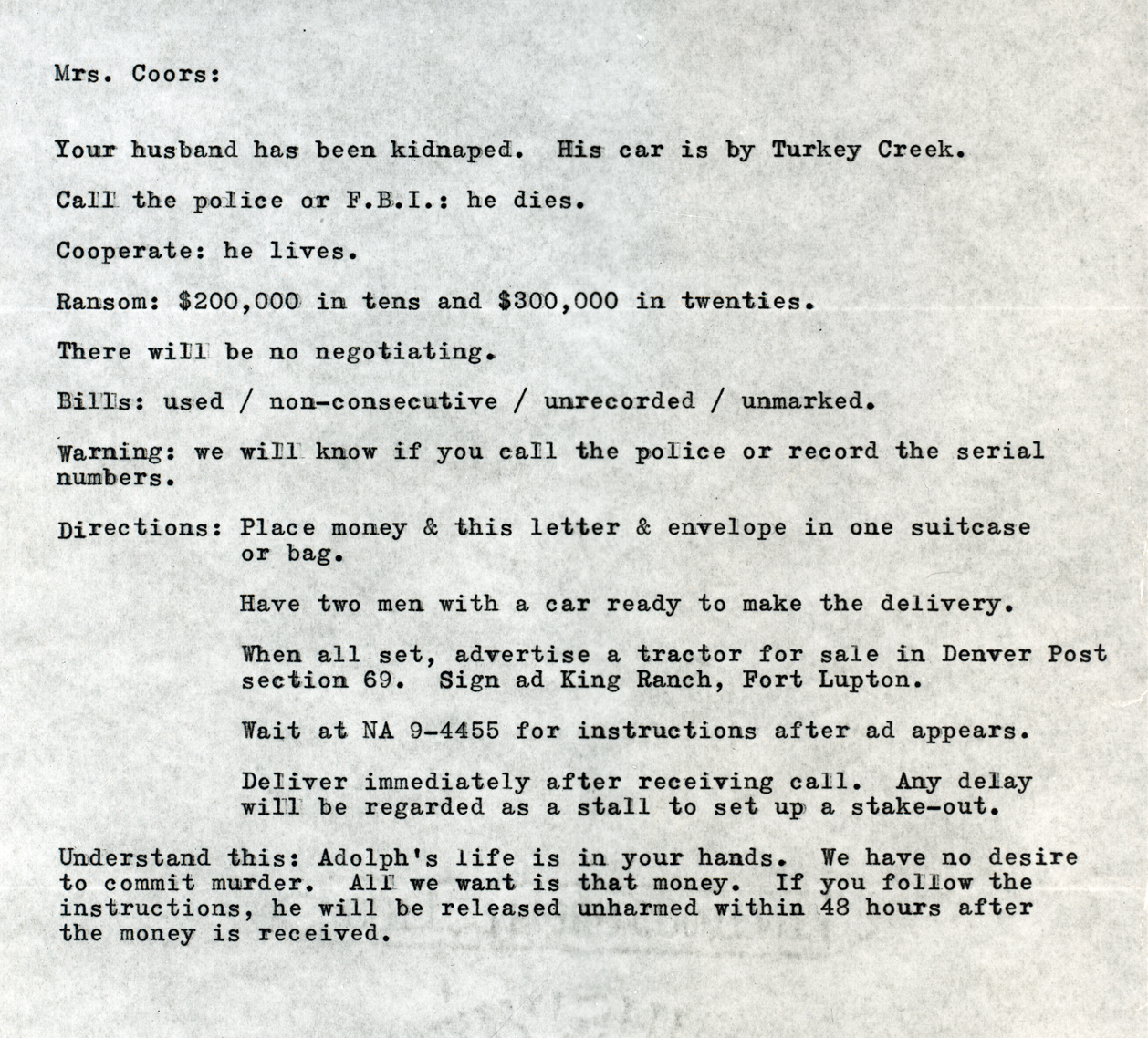
مذكرة فدية مختطف كورس في مارس 2017

الخطف في نيجيريا يعد الاختطاف من أجل الحصول على فدية من أكبر الجرائم المنظمة أو جرائم العصابات في نيجيريا، وينظر إليه على أنه تحدٍ للأمن القومي. غالبًا ما يكون الاختطاف عنيفًا وتؤدي المقاومة دائمًا إلى وفاة الضحايا. سقط آلاف النيجيريين ضحية للجريمة واضطروا إلى دفع ملايين الدولارات كفدية مقابل حريتهم. يعتبر الاختطاف عملاً مربحًا وأقصر وسيلة للثروة من قبل المتورطين في هذه الجريمة. إن الموجة الحالية من عمليات الاختطاف في جميع أنحاء البلاد تجعل كل شخص هدفًا محتملًا بغض النظر عن الطبقة الاجتماعية أو الوضع الاقتصادي على عكس الاختطاف السياسي الذي بدأ في منطقة دلتا النيجر الغنية بالنفط في نيجيريا في أوائل العقد الأول من القرن الحادي والعشرين، والاختطاف الذي قامت به جماعة بوكو حرام في نيجيريا، في منطقة الشمال الشرقي والغربي حيث بدأت في عام 2009 عندما أطلق الصراع هناك شرارته الأولى.
في دلتا النيجر أخذ المحرضون المغتربين الذين يعملون مع عمالقة شركات النفط متعددة الجنسيات كرهائن لإجبار شركات النفط العاملة هناك على تنفيذ مشاريع تنمية مجتمعية لصالح المجتمعات المضيفة أو إجبار الحكومة على إجراء مفاوضات للحصول على المزيد من الفوائد الاقتصادية التي تعود على الخزانة الفيدرالية. أما عمليات الخطف التي تقوم بها جماعة بوكو حرام، فهي لتعزيز أجندتها وتجنيد المقاتلين وبث الخوف واكتساب المزيد من الشعبية الدولية وإجبار الحكومة على التفاوض معها للحصول على فدية، وهي إحدى وسائل توليد الأموال لعملياتها الحربية المصنفة على أنها عمليات حربية إرهابية.
الاختطاف من أجل الحصول على فدية على نطاق تجاري والذي انتشر في نيجيريا في عام 2011، قد انتشر في جميع الولايات الـ 36 وفي العاصمة النيجيرية أبوجا. في ولايات زامفارا وكاتسينا وكادونا الشمالية الغربية، غالبًا ما يتم اختطاف المئات من أفراد المجتمع المحلي، ومعظمهم من الشابات والأطفال، على أيدي قطاع الطرق الذين يعملون من الغابات.
في فبراير 2021 ، كتب الصحفي النيجيري أداوبي تريشا نواباني لشبكة بي بي سي نيوز: «يبدو أن الحكومة النيجيرية اقترحت أنه لم يعد من الممكن الاعتماد عليها للحفاظ على سلامة المواطنين».